# Noel Gallagher's High Flying Birds (álbum)
Noel Gallagher's High Flying Birds es el álbum debut homónimo de la banda de rock británica Noel Gallagher's High Flying Birds. Fue lanzado el 17 de octubre de 2011, y es el primer álbum de estudio de Noel Gallagher desde que dejara Oasis en agosto de 2009. Este fue conformado en su mayoría por canciones preparadas durante los últimos años de la banda Oasis y que quedaron descartadas, tales son los casos de "Record Machine" (De las sesiones de Don't Believe the Truth) y "Everybody´s on the run" (de las sesiones de Dig Out Your Soul).

## Antecedentes
Noel Gallagher's High Flying Birds fue grabado entre 2010 y 2011 en Londres y Los Ángeles, producido por Gallagher y el exproductor de Oasis Dave Sardy.
Entre los músicos que participaron en la grabación están el exteclista de Oasis Mike Rowe, el baterista del grupo The Lemon Trees, Jeremy Stacey, y el percusionista Lenny Castro, además de la participación especial del Crouch End Festival Chorus y The Wired Strings. El nombre, High Flying Birds, se inspiró en la canción de Jefferson Airplane mientras que el uso como nombre de la banda fue un homenaje a Peter Green's Fleetwood Mac.
La lista de canciones incluye Stop the Clocks, una canción de Oasis inédita. El 20 de julio de 2011, "The Death of You and Me" fue confirmado como sencillo principal, programado para lanzarse el 21 de agosto de 2011 con "The Good Rebel" como lado B. El 30 de agosto de 2011, "If I Had a Gun..." se estrenó en Kroq Radio y fue el sencillo de debut de Gallagher en Norteamérica. El segundo sencillo en Reino Unido fue "AKA... What a Life!". con "Let the Lord Shine a Light on Me" como la cara B. El 5 de septiembre de 2011, "AKA... What a Life!" se estrenó en la cuenta oficial de Youtube de Gallagher.

## Portada
La cubierta del álbum fue tomada en Los Ángeles por el fotógrafo Lawrence Watson, quien acababa de adquirir una cámara Polaroid. Gallagher explicó: "Hay una vieja estación de servicio en Beverly Hills, detrás de una estación de policía, que tiene un techo de neón triangular, y cuando te paras debajo parece que estuvieras bajo un Concorde. Entonces salimos una noche y todo está iluminado en el neón, y tomamos estas fotos. Parece que estoy bajo las alas de un pájaro de vuelo alto".

## Gira
Noel comenzó la gira una semana después del lanzamiento del álbum. El primer concierto fue en Dublín el 23 de octubre; también visitó Londres y Glasgow.
En mayo de 2012 inició una gira sudamericana, por primera vez como solista, pasando por Brasil, Argentina, Paraguay, Perú y Chile.

## Lista de canciones
Todas las canciones escritas y compuestas por Noel Gallagher. 
| N.º   | Título                                           | Duración |  |
| 1.    | «Everybody's on the Run»                         | 5:33     |  |
| 2.    | «Dream On»                                       | 4:31     |  |
| 3.    | «If I Had a Gun...»                              | 4:11     |  |
| 4.    | «The Death of You and Me»                        | 3:31     |  |
| 5.    | «(I Wanna Live in a Dream in My) Record Machine» | 4:25     |  |
| 6.    | «AKA... What a Life!»                            | 4:26     |  |
| 7.    | «Soldier Boys and Jesus Freaks»                  | 3:24     |  |
| 8.    | «AKA... Broken Arrow»                            | 3:37     |  |
| 9.    | «(Stranded On) The Wrong Beach»                  | 4:05     |  |
| 10.   | «Stop the Clocks»                                | 5:08     |  |
| 42:30 |                                                  |          |  |

Bonus tracks
| Digital download edition bonus track |                           |          |  |
| N.º                                  | Título                    | Duración |  |
| 11.                                  | «A Simple Game of Genius» | 7:19     |  |
| 49:46                                |                           |          |  |

| Japanese edition bonus tracks |                           |          |  |
| N.º                           | Título                    | Duración |  |
| 11.                           | «A Simple Game of Genius» | 7:19     |  |
| 12.                           | «The Good Rebel»          | 4:19     |  |
| 53:59                         |                           |          |  |

| Amazon MP3 Deluxe Version bonus track |                     |          |  |
| N.º                                   | Título              | Duración |  |
| 11.                                   | «Alone on the Rope» | 5:04     |  |
| 47:31                                 |                     |          |  |

| US Deluxe edition bonus tracks |                                    |          |  |
| N.º                            | Título                             | Duración |  |
| 11.                            | «Let the Lord Shine a Light on Me» | 4:12     |  |
| 12.                            | «The Good Rebel»                   | 4:24     |  |
| 51:05                          |                                    |          |  |

| Deluxe edition bonus DVD |                                                    |          |  |
| N.º                      | Título                                             | Duración |  |
| 1.                       | «It's Never Too Late to Be What U Might Have Been» | 33:46    |  |
| 2.                       | «The Death of You and Me»                          | 4:02     |  |
| 3.                       | «The Making of "The Death of You and Me"»          | 5:27     |  |
| 43:15                    |                                                    |          |  |

| Limited Japanese Tour Edition |                                     |          |  |
| N.º                           | Título                              | Duración |  |
| 1.                            | «A Simple Game of Genius»           | 7:18     |  |
| 2.                            | «The Good Rebel»                    | 4:24     |  |
| 3.                            | «Let the Lord Shine a Light on Me»  | 4:14     |  |
| 4.                            | «Shoot a Hole into the Sun»         | 7:58     |  |
| 5.                            | «Live at the NME Awards 2012 (DVD)» |          |  |

## Personal
Noel Gallagher - voz, guitarras, bajo, banjo, teclados (pista 9), teclados adicionales (pistas 6, 7 y 10) coros (pistas 7 y 9), producción 
Dave Sardy - producción, mezcla, programación de batería (pistas 6 y 9)
Mike Rowe - teclados (todos excepto la pista 9)
Jeremy Stacey - batería
Ian Cooper - masterización
Músicos adicionales
Beccy Byrne - coros (pistas 2, 3, 5, 8 y 10)
Mark Neary - contrabajo (pista 4), sierra musical (pistas 4 y 8), copas de vino (pista 9)
Gary Alesbrook - trompeta (pistas 2, 4, 7 y 10)
Trevor Mires - trombón (pistas 2, 4, 7 y 10
Andrew Kinsman - saxofón (pistas 2, 4, 7 y 10)
Jon Graboff - pedal steel guitar (pista 3)
Luís Jardim - percusión (pistas 4, 8 y 10)
Lenny Castro - percusión (pista 8)
Paul Stacey - solo de guitarra (pista 10), bajo (pista 11), ingeniería (pista 11), mezcla (pista 11)
The Wired Strings - cuerdas (pistas 1 y 5)
Rosie Danvers - arreglos de cuerdas
Crouch End Festival Chorus - voces de coro (pistas 1, 5 y 10)
Steve Markwick - arreglos corales
Cherrelle Rose - coros (pista 11)
Joy Rose-Thomas - coros (pista 11)
Créditos adaptados de las notas del carátula del álbum.